# Ruem
Ruem (ros. Руэм) – osiedle w Rosji, w Mari El, w rejonie miedwiediewskim. W 2010 liczyło 3319 mieszkańców.